# رالستونية
الرالستونية كانت حركة اجتماعية في الولايات المتحدة في القرن التاسع عشر تكونت من أكثر من 800.000 مؤيد، وكان مؤسسها وبيستر إدغرلي  (1852-1926)؛ وقد ادعى إدغرلي أن الرالستونية هي أعظم حركة قادها الإنسان.
بدأت حركة الرالستونية كنادى رالستون الصحى والذي كان ينشر مقالات إدغرلي، وقد تم تنظيم الأعضاء وفقا لتسلسل هرمى حسب درجات يحصلون عليها مرتبة من 0 إلى 100 وكان العضو يحصل على 5 نقاط في حال شرائه إحدى كتب رالستون. على الرغم من إدغرلي ادعى في طبعة عام 1900 من كتاب العضوية العامة في نادي رالستون الصحي أن حروف رالستون أتت من النظام والنشاط والنور والقوة والدرجة والأكسجين والطبيعة. وترجع الإصدارات السابقة من نفس الكتاب إلى إفيريت رالستون وهو اسم مستعار من إدغرلى وقد سميت الرالستونية بعد ذلك بالشخص الخيالى. وقد كان إيدجرلى يرى أتباعه على أنهم المؤسسين لحركة جديدة خالية من العيوب تعتمد فقط على القوقازيين، وتباعا لذلك قام بإخصاء جميع الذكور غير القوقازيين عند الولادة.
وقد كتب إدغرلى 82 كتابا من كتب المساعدة الذاتية تحت الاسم المستعار إيدموند شافتسبرى تناول فيها العديد من الموضوعات كالنظام الغذائى وممارسة الرياضة والتجاذب الجنسى وتعبيرات الوجه والتكلم البطنى. وعلى الرغم من أن سياسة إدغرلى ادعت أن شركة رالستون لا تمتلك أي بضائع للبيع إلا أنه قام ببيع كتبه عبر البريد، ولا تزال هذه الكتب متاحة إلى يومنا هذا في محال الكتب القديمة. وبالإضافة إلى النصائح مثل تنظيف الأسنان قدمت هذه الكتب توصيات مختلفة مثل أنه يجب على كل شاب أن يخضع إلى زواج تحت الاختبار مع امرأة تبلغ من العمر ما يكفى لتكون جدته. وقد أنشأ إدغرلى لغته الخاصة التي تتألف من 33 حرفا أبجديا. وقد تم تأسيس نادى المغناطيسية الأمريكى وهو أيضا يتبع منظمة الرالستونية والذي يقوم فيه الأعضاء بالتحكم في عقول الآخرين.
و قد توجب على أتباع الرالستونية اتباع نظام غذائى صارم فعلى سبيل المثال كان البطيخ يعد طعاما ساما، فاتباع النظام الغذائى السليم وممارسة الرياضة مهم جدا لمساعدة القراء على الوصول إلى الكاريزما التي تجعل الرالستونيين قادرين على التحكم في عقول الآخرين، وقد تطلب النظام البدنى أن يتحرك الشخص في منحنيات ضيقة وأن يسير دائما على كعب قدميه. وقد وضع إدغرلى المبادئ والأساسيات لكل شئ كالاستحمام (الاستحمام الجاف) والإيماء والجلوس والوقوف والنوم والتحدث وممارسة الجنس.
وفي عام 1900 أصبح إدغرلى شريكا لمؤسس شركة بيورينا للغذاء والتي أصبح اسمها بعد ذلك شركة رالستون بيورينا (شركة نستله بيورينا بيتكيرحاليا) والتي قامت بتصنيع حبوب القمح الكاملة لاتباع الرالستونية، وقد أصبحت شركة الطعام التي أسسها إدغرلى الآن شركة رالكورب والتي كانت محتكرة لسلع القمح مثل شيكس وكوكى كريسب. وبين عام 1894 و 1895 قام إدغرلى بشراء مساحات كبيرة من الأراضى الزراعية على امتداد المنحدر الشمالى لوادى هوب ويل ونيو جيرسى، وقد قام إدغرلى بانشاء مرتفعات رالستون عام 1905 لتكون مقر مجتمع الرالستونية وبنى منزلا على تصميمه الخاص لكى يكون مركز مدينة رالستون. وقد خطط إدغرلى للتوسع في مئات الأراضى و16 مزرعة صغيرة و7 قصور ومعبد رالستون ولكن لم يتحقق هذا المجتمع على الصورة التي أرادها، ولا يزال البعض من عقارات رالستون قائما إلى الآن ولكن في حاله مدمرة.